# 山の歌、海の歌
『山の歌、海の歌』(The Call Of The Far-Away Hills, Ebb Tide) は、カントリー・バンドであるジミー時田とマウンテン・プレイボーイズと、ハワイアン・バンドであるポス宮崎とコニー・アイランダースによる共同名義アルバム。両バンドはキングレコードの所属であった。

## 収録曲
Side 1
1. 遥かなる山の呼び声 - The Call of the Far-Away Hills (映画『シェーン』のテーマ)
2. 彼女が山へやってくる - She'll Be Comin' 'Round the Mountain
3. ロッキーに春来れば - When It's Springtime in the Rockies
4. オクラホマ・ヒルズ - Oklahoma Hills
5. 愛しのクレメンタイン - Oh My Darling Clementine

Side 2
1. ひき潮 - Ebb Tide
2. ハーバー・ライト (港の灯) - Harbor Lights
3. 夕日に赤い帆 - Red Sails in the Sunset
4. 南海の誘惑 - South Sea Island Magic
5. 南海の乙女 - Manu Rere

## パーソネル
ジミー時田とマウンテン・プレイボーイズ (Side 1)
ポス宮崎とコニー・アイランダース (Side 2)
- 山崎皓（ヴォーカル、2-2）
- 脇谷隆（ヴォーカル、2-3）
- 岩佐三郎（ヴォーカル、2-5）